# Зубовка (Самарская область)
Зубовка — село в Челно-Вершинском районе Самарской области в составе сельского поселения Красный Строитель.

## География
Находится на расстоянии примерно 15 километров по прямой на юг от районного центра села Челно-Вершины.

## История
Упоминается с 1771 года. По местным преданиям основано в 1704 году, называлось Успенское, потом было пожаловано Елизаветой Петровной поручику лейб-гвардии Н.В. Зубову. После Зубовых село перешло к помещику Бедряге Н.А., потом Маркову Ф.К. Успенская каменная церковь построена была в середине XVIII века, позже на её фундаменте был построен сельский клуб с кинозалом, оркестровой ямой и балетным залом. Еще одна деревянная Успенская построена в 1799 году и потом сгорела в конце XIX века. По переписи 1897 года население Зубовки составляло до 2500 человек. В 1918 году на землях помещика Маркова было организовано государственное хозяйство, которому дали название «Красный Строитель». В селе размещалась ферма №4 этого совхоза.

## Население
Постоянное население составляло 374 человека (русские 98%) в 2002 году, 308 в 2010 году.
Сохранились воротные столбы предполагаемого въезда на территорию усадьбы, заросший пруд (на дне которого выложено изображение русалки), заброшенный парк с акациевыми, липовыми, сосновыми аллеями, кустами сирени и захватывающим всё большее пространство кленовником.
Сохранился так же деревянный сруб с характерными резными наличниками, повторяющими узоры, которые украшали и сожжённый и давно сравненный с землёй хозяйский дом. Предполагается, что этот дом - одна из усадебных построек, возможно людская. С конца 70 отдана семье молодых учителей в аварийном состоянии. С тех пор является жильём для них и их детей. И благодаря этой семье сохраняется в туристически-привлекательном виде== Достопримечательности ==
Артефакты дворянского села, фотоотчет.